# Diccionari d'ús dels verbs catalans
El Diccionari d'ús dels verbs catalans (DUVC) és un diccionari publicat per Jordi Ginebra i Serrabou i Anna Montserrat i Ciurana, professors de la Universitat Rovira i Virgili, amb la col·laboració d'Anna Saperas. Va aparèixer l'any 1999, i té una segona edició ampliada el 2009 (ISBN 9788492672219). Hi ha qui el considera com una obra imprescindible i «tota una joia per als usuaris i professionals de la llengua».
La primera edició va ser ben acollida per la crítica que constata la manca d'informació gramàtica tant al Gran Diccionari de la llengua catalana com al Diccionari de l'Institut d'Estudis Catalans. La ressenyista de la revista Llengua i ús va concloure el 2000: «el DUVC marcarà un punt d'inflexió en la lexicografia catalana, per la contribució extraordinària que ha fet a millorar-ne un dels aspectes, el de la informació sintàctica, en què hi ha hagut més mancances fins ara».

## Concepció
En aquest diccionari s'explicita quins tipus de complements duen els verbs. Per tant, es dona informació que no es troba als diccionaris generals. A tal fi s'adopten solucions tècniques específiques, com la manera de consignar els complements, utilitzant aquest mètode: menjar [una cosa]; agafar-se (a/en una cosa); proposar [una cosa o (de) + oració d'infinitiu o que + oració]; pensar [en una cosa o a/de + oració d'infinitiu o que + oració d'infinitiu].
El diccionari també conté altra informació d'interès, com l'especificació de la doble possibilitat — sovint per distribució dialectal — (cas de la perífrasi verbal [tornar + a + començar]); la indicació del subjecte quan és obligat (reprendre [a algú] quan vol dir '<un aliment> no posar-se bé'); el fet que el subjecte vagi darrere del verb; i altres notacions (per exemple, s'explicita que el complement directe d'al·lucinar mandarines només és un intensificatiu). L'obra, a més, procura anar més enllà: resol d'una manera el règim de somiar o admet se li va ocórrer una cosa a més de li va ocórrer, l'única opció a la 1a edició del diccionari de l'Institut d'Estudis Catalans tot i que la 2a edició ja admet les dues possibilitats.

## Mancances
L'obra no recull alguns usos habituals, com ara que, en el verb batejar, no preveu que es pugui dir una frase com Només els capellans bategen. Tampoc recull el sentit figurat del verb rajar (Les paraules li ragen sense aturador), a pesar que aquest significat apareix en tots els altres diccionaris generals (ja des del Diccionari general de la llengua catalana de Pompeu Fabra).
Tampoc hi pareixen solucions molt usuals a les Illes Balears, com els verbs de menjada, que, quan s'especifica què es menja, es diuen amb la preposició de (Anit vàrem sopar d'albergínia) o l'ús del verb ser per als temps perfectes (i no haver) en verbs de moviment i altres (Es convidat ja és arribat).

## Polèmica pels exemples
A les xarxes socials han aparegut comentaris sobre la tria intencionada en aquest diccionari d'algunes frases d'exemple d'ús que tenen resultats còmics, com:
- apanyar: "Se les va apanyar per seduir l'abadessa"
- frisar: "Fa massa que hi treballem i frisem per acabar el diccionari."
- pelar: "Te la pela sovint la teva amant?"